# タタ・トゥンガ
タタ・トゥンガ（ᠲᠠᠲᠠᠲᠤᠩᠭᠠ,Тататунга/Tatatungүa,中国語: 塔塔統阿)）とは、モンゴル帝国のチンギス・カンに仕えたウイグル人で、ウイグル式モンゴル文字をモンゴル帝国に広めた事で知られる。

## 概要
タタ・トゥンガは元来ナイマン部のタヤン・カンに仕えるウイグル人で、ナイマン部の金印・金銭を管理していた。ナイマン部がチンギス・カンに滅ぼされると、タタ・トゥンガは金印を抱いて逃げたが、モンゴル軍に捕らえられてチンギス・カンの下に引き出された。
チンギス・カンはタタ・トゥンガに「タヤン・カンの領地は今や全て我が物となったのに、汝は何故印を持って逃げたのか？」と問うた所、タタ・トゥンガは「私は自らの職務として、金印を死守して主君の手に返すことを望むのみである。どうして他人の手に委ねることができようか」と答えた。チンギス・カンはこれを聞いて「忠孝の人である」と評価し、またタタ・トゥンガの持つ金印の用途について尋ねた。タタ・トゥンガは「金銭の出納、人材の委任、その他一切の事に金印を押すことで信頼ある命令書の証しとするのです」と答えた。
これを聞いたチンギス・カンは印章(タムガ)の有用性を認め、これ以後自らの発する命令文(ジャルリグ)には必ず印章を用いるよう側近の者に通達し、また印章の管理はタタ・トゥンガに一任した。
また、タタ・トゥンガはウイグル文字にも通じていたため、チンギス・カンはタタ・トゥンガに命じて太子・諸王にウイグル文字を用いてモンゴル語を記す方法を教えさせ、これによってモンゴル帝国においてウイグル式モンゴル文字の使用が広まった。
タタ・トゥンガはオゴデイ・カアンの治世に亡くなったが、その後クルク・カアン(武宗カイシャン)の時代に雁門郡公に追封された。